# Martin Textor

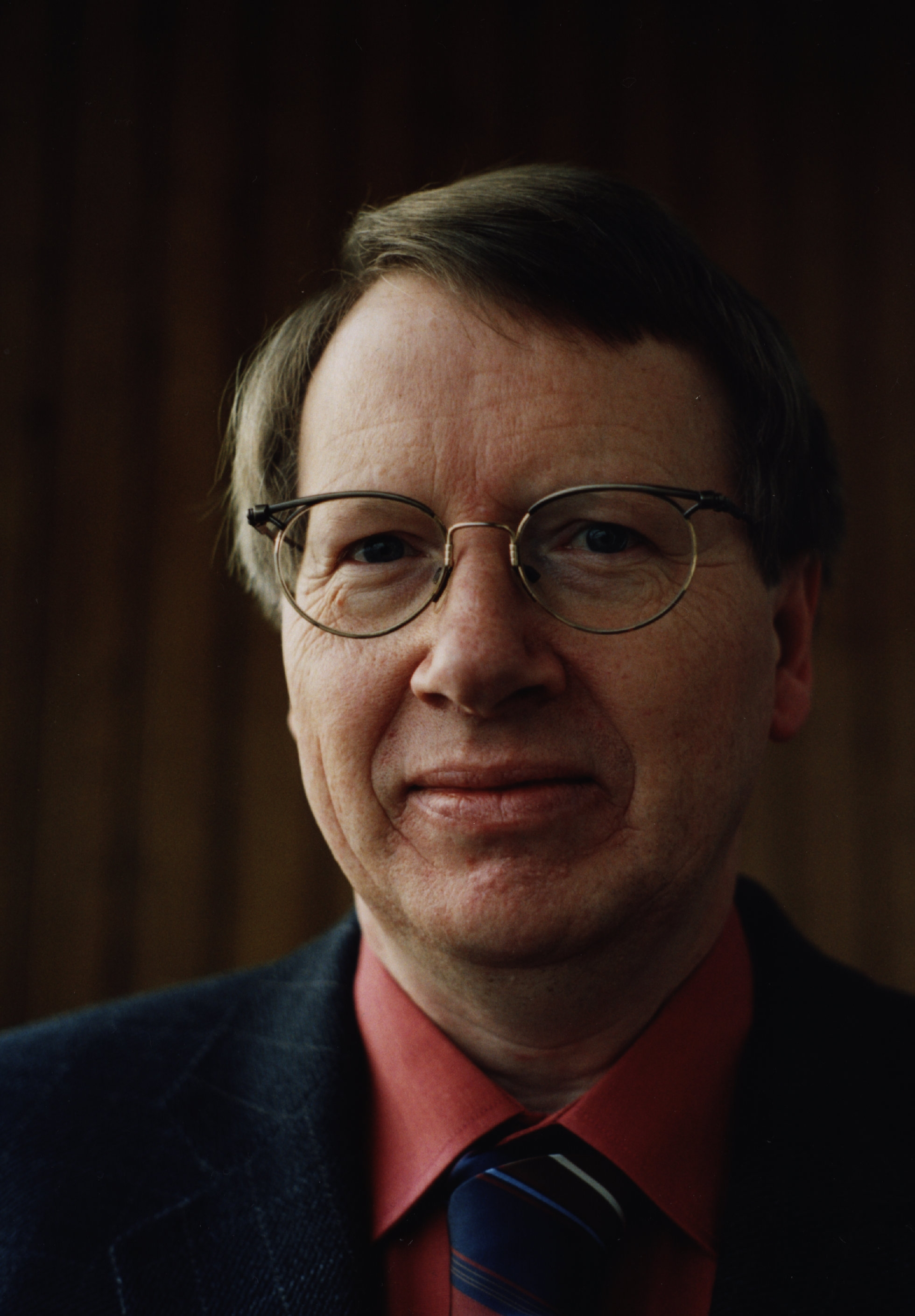
Martin Textor

Martin R. Textor (* 27. Februar 1954 in Paderborn) ist ein deutscher Autor, Publizist und Pädagoge.

## Werdegang
Martin Textor studierte Pädagogik und Psychologie an der Universität Würzburg, Counselling and Guidance an der State University of New York, Pädagogik und Soziologie an der Universität Würzburg und Sozialarbeit an der Universität Kapstadt. Nach dem Hauptdiplom setzte er sein Studium an der Universität Würzburg fort, wo er 1984 in Pädagogik promovierte.
Von 1986 bis 2006 arbeitete er als wissenschaftlicher Angestellter am Staatsinstitut für Frühpädagogik. Er war zunächst in der Abteilung Familienforschung tätig. Seit deren Verlagerung an die Universität Bamberg war er der Abteilung II (Frühpädagogik) zugeordnet.
Im November 2006 gründete Martin Textor zusammen mit seiner Frau Ingeborg Becker-Textor das nicht-universitäre Institut für Pädagogik und Zukunftsforschung (IPZF) in Würzburg. Er leitete es gemeinsam mit ihr bis Ende 2018. Seit dem 1. Januar 2019 ist er Rentner.

## Leistungen
Von 1992 bis 1993 wurde Martin Textor in das Bayerische Staatsministerium für Familie abgeordnet, um die Redaktion des Familienberichts der Bayerischen Staatsregierung zu übernehmen. Von 1995 bis 2006 war er als Redakteur des IFP-Infodienstes Bildung, Erziehung, Betreuung tätig.
Seit August 2000 betreibt Textor eine Internetseite für Vorschulerziehung, Kindertageseinrichtungen und Erzieherinnen: Kindergartenpädagogik – Online-Handbuch (der Titel wurde Mitte 2015 in „Das Kita-Handbuch“ geändert, seit Ende 2017 mitherausgegeben von Antje Bostelmann). Sie umfasst inzwischen knapp 1.400 Fachartikel und mehr als 1.000 Hinweise auf relevante Medien. Textor ist Autor der Websites Kindertagesbetreuung.de, Zukunftsentwicklungen.de, Zukunftsorientierte-Pädagogik.de und Elternarbeit.info. Von 2001 bis 2023 war er Erstherausgeber eines Online-Handbuchs zum SGB VIII mit rund 130 juristischen und sozialpädagogischen Fachartikeln sowie vielen Hinweisen zu Stellungnahmen und Arbeitshilfen von Jugendhilfe-Verbänden. Textor veröffentlichte 45 Fachbücher als Autor oder Mitherausgeber, mehr als 470 Artikel in Fachzeitschriften, wissenschaftlichen Zeitschriften und (Hand-)Büchern (ohne graue Literatur), rund 300 Fachartikel im Internet sowie circa 620 Rezensionen.

## Mitgliedschaften
- Comprehensive Life Member der National Association for the Education of Young Children (NAEYC) (1994–2015)
- Mitglied des Editorial Board des Early Childhood Education Journal (1999–2009)

## Schriften (Auswahl)
- Elternarbeit im Kindergarten. Ziele, Formen, Methoden. BoD, Norderstedt, 3. Aufl. 2018
- Elternarbeit in der Schule. BoD, Norderstedt, 2. Aufl. 2018
- Zukunftsorientierte Pädagogik: Erziehen und Bilden für die Welt von morgen. BoD, Norderstedt, 2. Aufl. 2018
- Die Zukunft von Sexualität, Familie, Kindheit und Jugend. Mit Implikationen für Kindertagesbetreuung und Jugendhilfe. BoD, Norderstedt 2018
- Zukunftstrends – ein Überblick. BoD, Norderstedt 2018
- Projektarbeit im Kindergarten: Planung, Durchführung, Nachbereitung. BoD, Norderstedt, 3. Aufl. 2013 (bei Herder 2004)
- mit Maria-Theresia Münch (Hrsg.): Kindertagesbetreuung für unter Dreijährige zwischen Ausbau und Bildungsauftrag. Deutscher Verein für öffentliche und private Fürsorge, Lambertus, Berlin 2009
- (mit Fabienne Becker-Stoll) (Hrsg.): Die Erzieherin-Kind-Beziehung. Zentrum von Bildung und Erziehung. Cornelsen Verlag Scriptor, Berlin/Düsseldorf/Mannheim 2007
- (Hrsg.) Erziehungs- und Bildungspartnerschaft mit Eltern. Gemeinsam Verantwortung übernehmen. Herder, Freiburg 2006
- Verhaltensauffällige Kinder fördern. Praktische Hilfen für Kindergarten und Hort. Beltz, Weinheim 2004
- (mit W. E. Fthenakis) (Hrsg.) Knaurs Handbuch Familie. Alles, was Eltern wissen müssen. Knaur, München 2004
- (mit W. E. Fthenakis) (Hrsg.) Pädagogische Ansätze im Kindergarten. Beltz, Weinheim 2000
- (Hrsg.) Hilfen für Familien. Eine Einführung für psychosoziale Berufe. Beltz, Weinheim 1998
- Allgemeine Förderung der Erziehung in der Familie. § 16 SGB VIII. Boorberg, Stuttgart 1996